# 浅野ケン
浅野 ケン（あさの けん、1975年2月3日 - ）は、日本の作曲家、編曲家、音楽プロデューサー。元Virgin Berry、元MANA meets Blue Bajouギタリスト。JASRAC信託者。株式会社ユニオンミュージックジャパン代表取締役社長。本名、藤川 健（ふじかわ けん）。神奈川県小田原市出身。

## 略歴
幼少の頃よりクラシック・ギターを始める。高校時代には全国コンクールでソリストとして度々入賞を果たす。以後ロックに転向して精力的なバンド活動を行う。
2000年1月、Ayaこと右藤綾子と共に音楽ユニットVirgin Berryを結成し同年8月インディーズデビュー。2003年6月にはメジャー・デビュー。
その後、作曲家としての活動に重点を置き、音楽プロデューサーとしての活動も始める。
様々なアイドルグループへの楽曲提供やプロデュース活動と並行して、2007年から2012年までバンドMANA meets Blue Bajouのギタリストとしても活動した。
2011年4月、自身が発起人となり135の梶原茂人やシンガーソングライターの山本英美らと共に東日本大震災復興支援プロジェクト「heartone」を立ち上げた。
自身が代表取締役を務める株式会社ユニオンミュージックジャパンと専門学校東京スクール・オブ・ビジネスによる産学連携によって、同校マスコミ広報学科の講師も務めている。
2015年2月3日には自身の40歳とデビュー15年を記念して作品集アルバム『15/40』をリリースした。

## ディスコグラフィー

### 浅野ケン名義

#### コンピレーション
1. 15/40（2015年2月3日/ユニオンミュージックジャパン）※全曲自身作曲の作品集
  1. Virginity 〔Revival 15 years after〕 / Virgin Berry
  2. LOVE ESSENCE / Virgin Berry
  3. OVER THE RAINBOW 〔More Rock '15〕 / PLIME
  4. Next Flight (without you) 〔'09 Ver. / '15 Vox Retake〕 / PLIME
  5. True Victory 〔'15 Gt Retake〕 / MANA meets Blue Bajou
  6. each other / MANA meets Blue Bajou
  7. Future Blue / C-ZONE
  8. Dear friends / C-ZONE
  9. Bubbles 〔'15 Gt Retake〕 / 池田彩
  10. WE CAN ∞ 〔"I CAN" Ver.〕 / 池田彩
  11. 閃火 - burn up - 〔version 2.0.3〕 / Verge
  12. 黎明 - transgress - 〔version 1.1.0〕 / Verge
  13. シェキナッ！/ Carat
  14. Non-Virtual / Carat
  15. Ready / Sheep Call Refrain
  16. 心の音 [Bonus Track]

### MANA meets Blue Bajou時代

#### シングル
1. True Victory（2009年7月29日/ユニオンミュージックジャパン）
  1. True Victory（チバテレビ『速報！今日の高校野球』エンディングテーマ/チバテレビ『勝利の女神4』エンディングテーマ/FM FUJI『C-ZONE☆BABY』オープニングテーマ/Kiss-FM KOBE『C-ZONEのドリーム☆キッス』オープニングテーマ）（作曲/編曲、MANA meets Blue Bajouメンバーと共同アレンジ）
  2. 100,000粒/h（作曲/編曲、作曲は若林愛と共作）
  3. HIKARI（チバテレビ『アニメ星人』エンディングテーマ）（編曲）
2. each other（2012年8月3日/ユニオンミュージックジャパン）
  1. each other（チバテレビ『アニメ星人 ときめきレシピ』エンディングテーマ/チバテレビ『おてんこしゃんこ』エンディングテーマ）（作曲/編曲、MANA meets Blue Bajouメンバーと共同アレンジ）
  2. mission 〜ただ貴方に捧げる〜（作曲/編曲、作曲は若林愛と共作）
  3. each other - backing track -
  4. mission 〜ただ貴方に捧げる〜 - backing track -

#### アルバム
1. prologue（2009年5月27日/a.e.records）
  1. Dear（作曲/編曲）
  2. 孤独な月（スカパー!Ch.218ビクトリーチャンネル『杉浦幸のぱちんこPARK season2』エンディングテーマ）（編曲）
  3. Next Flight (without you) - PLIMEへの提供楽曲をセルフカバー（作曲/編曲）
  4. 灰色な気持ち（作曲/編曲）
  5. 二人をつなぐ手（作曲/編曲）
  6. SUBLIME（作曲/編曲）
  7. DEPARTURE（作曲/編曲、作曲は若林愛と共作）
  8. 感謝の唄（編曲、MANA meets Blue Bajouメンバーと共同アレンジ）
  9. Best Regards（編曲）

#### コンピレーション
1. many minds（2007年10月2日/JSA Records）※35曲中に1曲収録
  1. DEPARTURE
2. nexTreasure '08（2008年10月1日/next records）※10曲中に1曲収録
  1. 100,000粒/h
3. TOKYO NEXT GIRLS（2012年10月17日/SFINX）※11曲中に2収録
  1. each other
  2. mission 〜ただ貴方に捧げる〜

### Virgin Berry時代

#### シングル
1. Virginity（2000年8月16日/a.e.records）
  1. Virginity（作詞/作曲/編曲、作詞はツボイリカと共作、編曲はツボイリカと共同アレンジ）
  2. Jealousy（作曲/編曲、作曲はAyaと共作、ツボイリカと共同アレンジ）
  3. Virginity (American Rock Flavor)（作曲/編曲、編曲はツボイリカと共同アレンジ）
2. Till the End of Time 〜がんばれ!川崎フロンターレ Back to J1!!〜（2001年9月16日/a.e.records）
  1. Till the End of Time 〜がんばれ!川崎フロンターレ Back to J1!!〜（川崎フロンターレ応援歌）（作曲/編曲、作曲は小川めぐみと共作、編曲はツボイリカと共同アレンジ）
  2. とても逢いたい（作曲/編曲、編曲はツボイリカと共同アレンジ）
  3. Give Me Sugar（作曲/編曲、編曲はツボイリカと共同アレンジ）
  4. シンメトリー（作曲/編曲、編曲はツボイリカと共同アレンジ）
  5. 川崎フロンターレ応援歌メドレー
3. LOVE ESSENCE（2003年6月25日/ブロー・ウィンド・レコード）
  1. LOVE ESSENCE（TBS系『恋のバカヤロー!』エンディングテーマ）（作曲/編曲、作曲は小川めぐみと共作）
  2. とうめいなくつ（編曲）
  3. 心の湖 〜Reflections of You〜（編曲）
  4. Till the End of Time (Version 2.0) 〜がんばれ!川崎フロンターレ Back to J1!!〜（テレビ神奈川『新車情報2003』エンディングテーマ）（作曲/編曲、作曲は小川めぐみと共作）

#### コンピレーション
1. amante（2002年7月21日/chiquita banana）※12曲中に2曲収録
  1. 月の下（作曲/編曲）
  2. Happy Day（編曲）

#### ライブビデオ
1. postscript（2003年12月29日/Papillon Disc）※インターネット限定発売
  1. とうめいなくつ
  2. Give Me Sugar
  3. 月の下
  4. 心の湖 〜Reflections of You〜
  5. Happy Day
  6. LOVE ESSENCE
  7. Jealousy
  8. Virginity

#### 未発表作品
1. 1. 愛憐（作曲/編曲）

### 楽曲提供等
- 池田彩
  - 「Bubbles」（TBS系『がっちりマンデー!!エンディングテーマ）（作曲/編曲）
  - 「Fun!Fun!Fun!」（作曲/編曲）
  - 「Story」（作曲/編曲、編曲は神林亮太と共同アレンジ）
  - 「Person」（編曲、若林愛と共同アレンジ）
  - 「TO JOIN FORCES featuring きただにひろし」（編曲、和田春と共同アレンジ）
  - 「WE CAN ∞ featuring 伊勢大貴」（作曲/編曲、編曲は和田春と共同アレンジ）
- PLIME
  - 「OVER THE RAINBOW」（TBS『BODY』エンディングテーマ）（作曲/編曲）
  - 「6 COLORS ☆ like a rainbow」（作曲/編曲）
  - 「Next Flight (without you)」（作曲/編曲）
- Verge
  - 「閃火 - Burn up -」（TBS系『内村とザワつく夜エンディングテーマ）（作曲/編曲、編曲は和田春と共同アレンジ）
  - 「玲瓏 - resonance -」（作曲/編曲、編曲は和田春と共同アレンジ）
  - 「黎明 - transgress -」（作曲/編曲、編曲は和田春と共同アレンジ）
  - 「誓 - pledge -」（編曲、編曲は和田春と共同アレンジ）
  - 「花風 - wistful days -」（編曲、和田春と共同アレンジ）
  - 「絆 - FATE -」（編曲、和田春と共同アレンジ）
  - 「彷徨 - rover -」（編曲、和田春と共同アレンジ）
  - 「傀儡 - secretive -」（編曲、和田春と共同アレンジ）
  - 「祈 - entreaty -」（編曲、和田春と共同アレンジ）
  - 「不佞 - ignorance -」（編曲、和田春と共同アレンジ）
  - 「悠遠 - everlasting -」（編曲、和田春と共同アレンジ）
- Carat
  - 「Dramatic Love」（テレビ東京『NEXT STAGE』エンディングテーマ）（作曲）
  - 「シェキナッ！」（映画『SHAKE HANDS』オープニングテーマ）（作曲）
  - 「Non-Virtual」（アニメ番組『アニメ星人〜代アニのアニメ〜』エンディング曲）（作曲）
- C-ZONE
  - 「SUMMER☆PARTY」（東京サマーランド公式応援ソング/テレビ神奈川『キッズナビゲーション』エンディングテーマ/チバテレビ『アニメ星人』エンディングテーマ/チバテレビ『女神のやる気！』エンディングテーマ）（作曲/編曲）
  - 「Future Blue」（チバテレビ『パジャマハウス』エンディングテーマ）（作曲）
  - 「Fly boy」（チバテレビ『Risingレイソル!』テーマ曲）（作曲、若林愛と共作）
  - 「Dear friends」（作曲）
  - 「Sunshine in my true heart」（作曲）
  - 「SHINING」（作曲、若林愛と共作）
- C-ZONE7
  - 「Try Victory」（チバテレビ『高校野球全力応援TVガチファン』エンディングテーマ）（作曲）
  - 「TREASURE☆HUNTER」（作曲）
  - 「∞BRAVE」（作曲）
- Hysteric Lolita
  - 「誓」（作曲）
- 小沢菜穂
  - 「little lover」（編曲）
  - 「Love again 〜最後の恋〜」（作曲/編曲）
  - 「Stop the Rain」（作曲/編曲）
- WAN
  - 「Everyday Lovelyday」（編曲）
  - 「私でいたいよ」（編曲）
- nami
  - 「DESTINY」（編曲）
- mai
  - 「TimE LimiT」（作曲）
- Feam
  - 「buddy」（作曲/編曲）
  - 「光の景色」（作曲/編曲）
  - 「FATE」（作曲/編曲、作曲は若林愛と共作）
- 菅崎あみ
  - 「I」（作詞/作曲）
- その他
  - 映画『或る、青い夜』BGM（作曲/編曲）
  - BS11『快眠情報 夢☆楽園』BGM（作曲/編曲）